# 薩爾斯堡板岩阿爾卑斯山脈

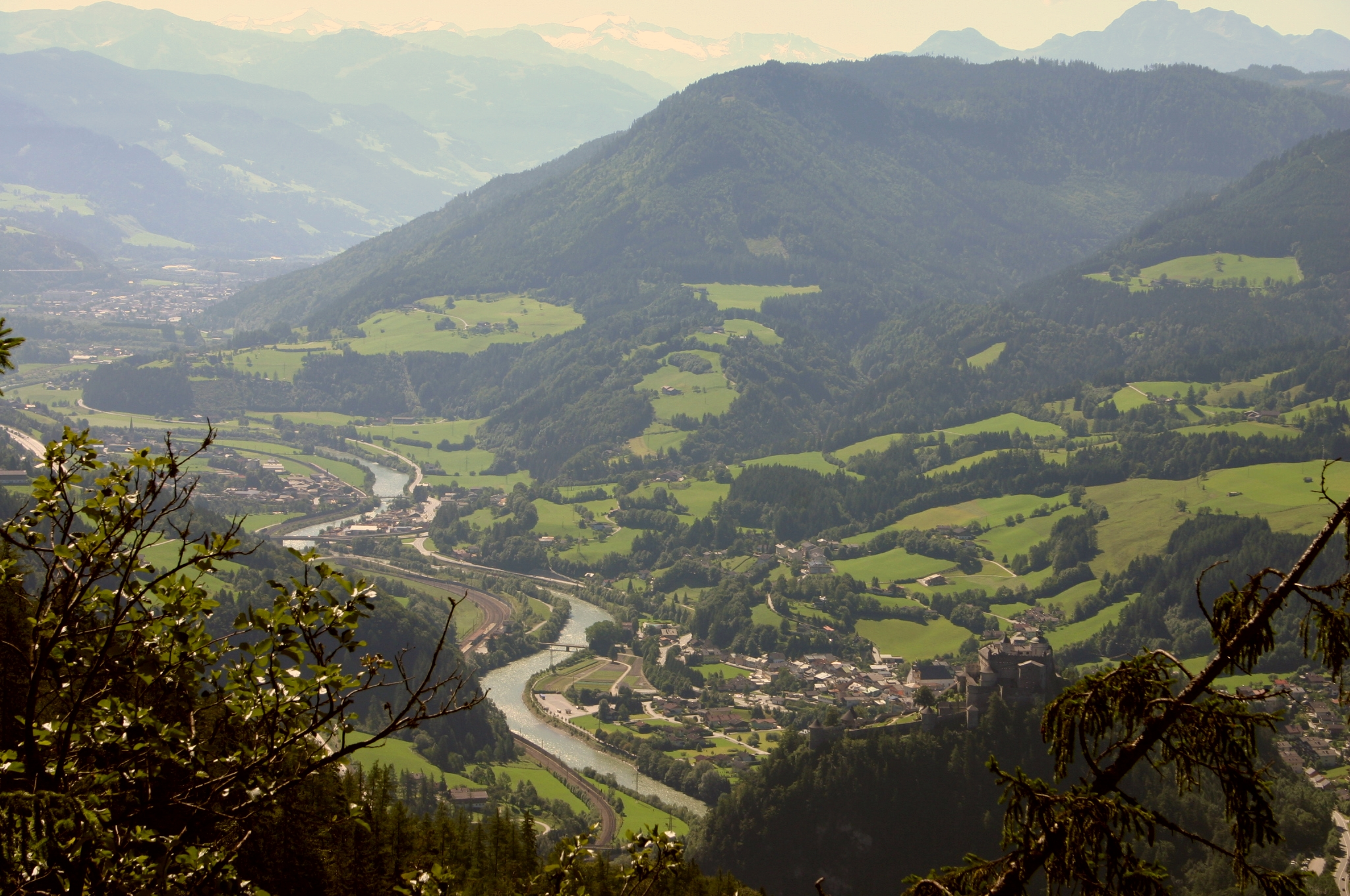

薩爾斯堡板岩阿爾卑斯山脈是奧地利的山脈，是中阿爾卑斯山脈的一部分，由薩爾斯堡州負責管轄，北面是貝希特斯加登阿爾卑斯山脈，最高點海拔高度2,117米。